# Fritz Harzendorf
Fritz Harzendorf (* 27. Juli 1889 in Konstanz; † 21. November 1964 in Stockach) war ein deutscher Journalist und Autor. Er war Mitherausgeber der Neuen Württembergischen Zeitung.

## Leben
Fritz Harzendorf war ein deutscher Publizist und Verleger, der im süddeutschen Raum tätig war. Er studierte Volkswirtschaft, Philosophie und Geschichte in Heidelberg, München, Leipzig und in England und schloss sein Studium mit einer Promotion ab. 
Harzendorf begann seine journalistische Karriere im Jahr 1913 bei der Abendzeitung in Konstanz, diente als Offizier im Ersten Weltkrieg, gründete die Oberländer Zeitung in Singen, und leitete ab 1929 die Zeitung Der Hohenstaufen in Göppingen. In der Zeit des Nationalsozialismus hatte Harzendorf – ein erklärter Gegner des Nationalsozialismus – Berufsverbot. Von September 1945 bis Februar 1946 war er der erste Chefredakteur des Südkurier. Im Jahr 1946 gründete er mit Karl Aberle die Neue Württembergische Zeitung, deren Chefredakteur er bis 1963 war. 
In seinem Buch So kam es: der Deutsche Irrweg von Bismarck bis Hitler (Konstanz, Südverlag) rechnete Harzendorf im Frühjahr 1946 umfassend mit langfristigen Fehlentwicklungen in Deutschland ab, die nach seiner Ansicht zum Nationalsozialismus geführt hatten. Zu den Ursachen zählte er die Dolchstoßlegende, die Nachkriegspolitik, den preußischen Geist, die Fememorde der Weimarer Zeit, aber auch Bismarcks Betonung von „Blut und Eisen“ zur Lösung deutscher Probleme.
Fritz Harzendorf beschäftigte sich eingehend mit der Geschichte der Reichsstadt Überlingen, die er als seine Heimatstadt betrachtete. Sein Hauptwerk ist das große Überlinger Einwohnerbuch 1444–1800, das einen umfassenden sozial- und personengeschichtlichen Zugriff auf die Überlinger Einwohnerschaft am Ende des Mittelalters und in der frühen Neuzeit erlaubt. Harzendorf war Mitglied des Vereins für Geschichte des Bodensees und seiner Umgebung, in dessen Schriften er weitere Arbeiten zur Überlinger Geschichte veröffentlichte.
Harzendorf zählt auch zu den Gründern der Stiftung Michael zur Erforschung und Bekämpfung der Ursachen der Epilepsie. Fritz Harzendorf verstarb im November 1964 im Alter von 75 Jahren in Stockach.

## Schriften

### Monographien
- Überlinger Einwohnerbuch 1444–1800. 18 Teile in 6 Bänden. Verlag des Stadtarchivs, Überlingen, 1954–1962.
- So kam es. Der deutsche Irrweg von Bismarck bis Hitler. Südverlag, Konstanz 1946 (2 Auflagen). Digitalisat (1. Auflage)

### Aufsätze
- Der Torso des Überlinger Rathauses. In: Schriften des Vereins für Geschichte des Bodensees und seiner Umgebung. Band 83, 1965, S. 45–46. Digitalisat
- Die Überlinger Zunftverfassung im 15. Jahrhundert. In: Schriften des Vereins für Geschichte des Bodensees und seiner Umgebung. Band 80, 1962, S. 1–11. Digitalisat
- Die Zunftverfassung der Reichsstadt Überlingen. In: Schriften des Vereins für Geschichte des Bodensees und seiner Umgebung. Band 73, 1955, S. 99–122. Digitalisat
- Unpersönliche Steuerzahler in den Überlinger Steuerbüchern von 1444–1800. In: Schriften des Vereins für Geschichte des Bodensees und seiner Umgebung. Band 68, 1941/42, S. 23–38. Digitalisat
- Überlinger Hexenprozeß im Jahre 1596. Ein Beitrag zur Geschichte und Psychologie des Hexenwahns. In: Schriften des Vereins für Geschichte des Bodensees und seiner Umgebung. Band 67, 1940, S. 108–141. Digitalisat
- Die Überlinger Chronisten. In: Heimatkundliche Mitteilungen. Band 4, 1940, Heft 2/3, S. 40–44.
- Die Einwohnerzahl der Stadt Überlingen um 1500. In: Zeitschrift für die Geschichte des Oberrheins. Band 91, N. F. 52, 1939, S. 188–193.
- Oberdeutsche Wandmalerei des 15. Jahrhunderts in Radolfzell. In: Heimatkundliche Mitteilungen. Band 3, 1939, Heft 3, S. 59.
- Die Überlinger Sippe Kitt. Die Geschichte eines Dörfergeschlechts in drei Jahrhunderten. In: Bodensee-Chronik. Band 28, 1939, Sonderausgabe vom 11. August.
- Berühmte bayrische Chirurgen des 17. Jahrhunderts aus Überlinger Geschlechtern. In: Bodensee-Chronik. Band 28, 1939, Nr. 3.
- Als der Ahn die Ahnfrau nahm. In: Bodensee-Chronik. Band 28, 1939, Nr. 1.
- Überlingen – Goldstadt Oberschwabens. Die Silberschale der Löwenzunft als letztes Erinnerungsstück an ein blühendes Goldschmiedegewerbe. In: Deutsche Bodensee-Zeitung. Nr. 57, 1939.
- Die Überlinger Patriziergeschlechter im 15.–17. Jahrhundert. In: Bodensee-Chronik. Band 27, 1938, Nr. 1–4, S. 4, 8, 12, 15 f.
- Überlinger Tagebuch aus dem Schwedenkrieg. Die Aufzeichnungen des Spitalpflegers Johann Heinrich Eschlinsperger. In: Bodensee-Chronik. Band 27 (1938), Nr. 13, S. 15–20.
- Jakob Ruß. Der Meister des Überlinger Rathaussaales. Neue biographische Feststellungen. In: Schriften des Vereins für Geschichte des Bodensees und seiner Umgebung. Band 65, 1938, S. 37–57 Digitalisat
- Die Überlinger Patriziergeschlechter im 15.–17. Jahrhundert. In: Bodensee-Chronik. Band 26, 1937, Nr. 18–24, S. 71 f., 75 f., 80, 83 f., 86–88, 91 f., 94–96.
- Die ältesten Überlinger Geschlechter. In: Bodensee-Chronik. Band 26, 1937, Nr. 1–13, S. 3–6, 11–12, 16, 19–20, 23–24, 28, 31–34, 39–40, 44, 47–50.
- Vom Lehenhof zum Erbhof. In: Bodensee-Chronik. Band 25, 1936, Nr. 8–9, S. 29–31, 35–36.
- Die Familie Reichlin von Meldegg in Überlingen. In: Bodensee-Chronik. Band 25, 1936, Nr. 14–16, S. 53–54, 58–64.
- Der Überlinger Schwertletanz. In: Alemannisches Volk. Band 2, 1934, Nr. 21.